# Dipsas oswaldobaezi
Dipsas oswaldobaezi – gatunek niejadowitego węża z rodziny połozowatych (Colubridae). Występuje w północno-zachodniej części Ameryki Południowej – w Peru i Ekwadorze. Prowadzi głównie zmierzchowy i nocny tryb życia.

## Systematyka
Takson ten po raz pierwszy zgodnie z zasadami nazewnictwa binominalnego opisali w 2018 roku Alejandro Arteaga i współpracownicy na łamach „ZooKeys”. Autorzy nadali gatunkowi nazwę Dipsas oswaldobaezi. Jako miejsce typowe wskazali Quebrada El Faique w prowincji Loja w Ekwadorze (0°11′49″S 80°02′32″W/-0,196944 -80,042222, wysokość 1004 m n.p.m.). Holotyp ma oznaczenie QCAZ 10369, to dorosła samica schwytana 3 marca 2010 roku przez S. Aldás i G. Zapatę. Autorzy przebadali też 8 paratypów.

### Etymologia
- Dipsas: gr. ὀλίγος dipsas, διψαδος dipsados „jadowity wąż, którego ukąszenie wywołuje silne pragnienie”[5].
- oswaldobaezi: na cześć dr. Oswaldo Báeza, ekwadorskiego biologa, badacza i popularyzatora nauki[4].

## Morfologia
Jest to niewielki wąż o krótkiej głowie, spłaszczonym pysku, dosyć dużych oczach o ciemnych tęczówkach i czarnych źrenicach. Charakteryzuje się jasnobrązowym grzbietem, z 55–63 matowymi brązowymi, czarno obrzeżonymi plamami, które są szerokie w przednich częściach ciała i stają się coraz węższe w kierunku ogona. Brzuch piaskowo-brązowy z drobnymi ciemnymi plamkami. Gatunek ten może być mylony z Leptodeira ornata, Dipsas oligozonata, Dipsas vagrans, Dipsas georgejetti, Dipsas williamsi i Dipsas oreas.
Wymiary:
|                          | Samiec   | Samica   |
| Długość całkowita (mm)   | 462      | 550      |
| Długość SVL (mm)         | 348      | 428      |
| Łuski grzbietowe (rzędy) | 15/15/15 | 15/15/15 |
| Tarczki brzuszne         | 163–179  | 177–179  |
| Tarczki podogonowe       | 68–70    | 65–66    |

## Występowanie
Dipsas oswaldobaezi występuje w południowo-zachodnim Ekwadorze oraz północno-zachodniej części Peru. Występuje na wysokościach powyżej 33 m n.p.m. do około 1289 m n.p.m.

## Ekologia i zachowanie
Gatunek ten występuje w pierwotnych lub częściowo zniszczonych suchych zaroślach nizinnych i sezonowo suchych lasach. Spotykany jest także na pastwiskach i w wiejskich ogrodach. Prowadzi głównie nocny tryb życia. Największą aktywność wykazuje o zmierzchu i w pierwszych godzinach nocnych. Żeruje najczęściej na powierzchni gruntu lub na krzewach do 2 m nad poziomem gruntu, a jego dieta składa się ze ślimaków. W ciągu dnia odpoczywa pod ściółką z liści.

## Status
W Czerwonej księdze gatunków zagrożonych IUCN Dipsas oswaldobaezi nie jest wymieniany. Autorzy pierwszego opisu sugerują, by nadać mu status gatunku narażonego ze względu na ograniczony zasięg występowania.